# Інтернаціонале
Футбольний клуб «Інтернаціонале» (італ. Internazionale Milano Football Club), більше знаний як просто «Інтер» — італійський футбольний клуб з міста Мілан північної Італії. Виступає у вищій італійський лізі разом з іншим міланським клубом «Міланом», своїм довічним принциповим суперником в чемпіонаті Італії. Футболісти «Інтера» грають у смугастій чорно-синій формі, від якої походить їхнє італійське прізвисько «нераззурі» (італ. nerazzurri від nero — «чорний» і azzurro — «синій»).
Клуб засновано 9 березня 1908 року. Титульний спонсор клубу — Paramount+. «Інтер» — єдина команда в Італії, яка зі дня свого створення не залишала Серію «А» (вищий дивізіон Італії), попри те, що команда посіла одного разу останнє місце (сезон 1921—1922)

## Історія
Футбольний клуб «Інтернаціонале» був створений 9 березня 1908 44-ма членами клубу «Мілан», незгодними з політикою клубу, згідно з якою команда відмовлялася від легіонерів. Групу людей, що покинули команду, очолив міланський художник Джорджо Муджані (спроєктував емблему «Інтернаціонале»).
У 1910 році «Інтернаціонале» вперше завоював скудетто. Після відновлення спортивної діяльності клубу, яку перервала в той час Перша світова війна, в 1920 році Інтер знову завоював золото італійського чемпіонату.
Друга половина 30-х років на відміну від першої, виявилася для «Інтернаціонале» більш плодовитою на трофеї. Чорно-сині двічі вигравали скудетто (1937/38 і 39/40) і один раз фінішували третіми (1938/39). Крім того, «Інтернаціонале» виграли свій перший Кубок Італії (1938/39).
Після золотої епохи 1960-х років «Інтернаціонале» завоював 11-е скудетто в 1971 році та 12-е у 1980. У 70-і та 80-і роки завоював два Кубки Італії в 1978 і 1982 роках.
15 червня 2005 «Інтернаціонале» виграв Кубок Італії, перемігши у фіналі за сумою двох матчів «Рому» (1:0 в Мілані та 2:0 в Римі), а потім, 20 серпня, переміг у Суперкубку Італії «Ювентус» (1:0; дод. час). 11 червня 2006 «Інтернаціонале» виграв другий поспіль Кубок Італії, знову перемігши у фіналі «Рому» (1:1 і 4:1).
З 2008 року тренером «Інтернаціонале» став Жозе Моурінью. У першому сезоні під управлінням Моурінью «Інтернаціонале» виграв Суперкубок і четвертий скудетто поспіль, проте в Лізі чемпіонів зазнав поразки від «Манчестер Юнайтед» в 1/8 фіналу за сумою двох матчів (0:0; 0:2).
У сезоні 2009—2010 «Інтер» у 18-й раз та п'ятий раз поспіль у своїй історії, став чемпіоном Італії.
22 травня 2010 року клуб уп‘яте виходить до фіналу Ліги чемпіонів, де у складному матчі перемагає мюнхенську «Баварію», стаючи триразовим переможцем Ліги. Сезон 2009—2010 став історичним для «Інтернаціонале», адже саме вони — останній італійський клуб, який оформив золотий «требл» — здобувши Кубок Італії, перемогу в чемпіонаті та Лізі Чемпіонів. Саме у сезоні 2009-2010 на весь голос про себе заявив Хав'єр Санетті — майбутня легенда «Інтернаціонале».
У червні 2021 року головним тренером клубу терміном на два роки став Сімоне Індзагі, що замінив на цій посаді Антоніо Конте. До цього він керував клубом Лаціо.
У сезоні 2022—2023 «Інтер» вперше за 13 років вийшов у фінал Ліги чемпіонів, де програв із рахунком 0:1 «Манчестер Сіті». Крім того, команда виграла Суперкубок та Кубок Італії.
У сезоні 2023—2024 клуб став чемпіоном Італії у 20-те, обійшовши за цим показником «Мілан».
У травні 2024 року власником клубу стала американська компанія Oaktree Capital Management замість китайського бізнесмена Стівена Чжана.
У сезоні 2024—2025 «Інтер» вдруге за три роки вийшов у фінал Ліги чемпіонів, де поступився «Парі Сен-Жермен» з рахунком 0:5. Через кілька днів після фіналу клуб оголосив про відставку головного тренера Сімоне Індзагі після чотирьох років роботи в команді.

## Склад команди
Станом на 9 серпня 2025
| №  | Поз. | Нац.       | Гравець                    |
| -- | ---- | ---------- | -------------------------- |
| 1  | ВР   | Швейцарія  | Янн Зоммер                 |
| 2  | ЗХ   | Нідерланди | Дензел Дюмфріс             |
| 6  | ЗХ   | Нідерланди | Стефан де Врей             |
| 7  | ПЗ   | Польща     | Пйотр Зелінський           |
| 8  | ПЗ   | Хорватія   | Петар Сучич                |
| 9  | НП   | Франція    | Маркус Тюрам               |
| 10 | НП   | Аргентина  | Лаутаро Мартінес (капітан) |
| 11 | ПЗ   | Бразилія   | Луїс Енріке                |
| 12 | ВР   | Італія     | Раффаеле Ді Дженнаро       |
| 13 | ВР   | Іспанія    | Хосеп Мартінес             |
| 14 | НП   | Франція    | Анж-Йоан Бонні             |
| 15 | ЗХ   | Італія     | Франческо Ачербі           |
| 16 | ПЗ   | Італія     | Давіде Фраттезі            |
| 20 | ПЗ   | Туреччина  | Хакан Чалханоглу           |

| №  | Поз. | Нац.      | Гравець             |
| -- | ---- | --------- | ------------------- |
| 21 | ПЗ   | Албанія   | Крістіан Асллані    |
| 22 | ПЗ   | Вірменія  | Генріх Мхітарян     |
| 23 | ПЗ   | Італія    | Ніколо Барелла      |
| 28 | ЗХ   | Франція   | Бенжамен Павар      |
| 30 | ЗХ   | Бразилія  | Карлос Аугусто      |
| 31 | ЗХ   | Німеччина | Янн Аурел Біссек    |
| 32 | ЗХ   | Італія    | Федеріко Дімарко    |
| 36 | ЗХ   | Італія    | Маттео Дарміан      |
| 42 | ЗХ   | Аргентина | Томас Паласіос      |
| 59 | ПЗ   | Польща    | Нікола Залевський   |
| 70 | НП   | Італія    | Себастьяно Еспозіто |
| 95 | ЗХ   | Італія    | Алессандро Бастоні  |
| 99 | НП   | Іран      | Мегді Таремі        |

## Досягнення
Чемпіонат Італії
- Чемпіон (20): 1909-10, 1919-20, 1929-30, 1937-38, 1939-40, 1952-53, 1953-54, 1962-63, 1964-65, 1965-66, 1970-71, 1979-80, 1988-89, 2005-06, 2006-07, 2007-08, 2008-09, 2009-10, 2020-21, 2023-24
- Віцечемпіон (16): 1932-33, 1933-34, 1934-35, 1940-41, 1948-49, 1950-51, 1961-62, 1963-64, 1966-67, 1969-70, 1992-93, 1997-98, 2002-03, 2010-11, 2019-20, 2024-25

 Кубок Італії
- Володар (9): 1939, 1978, 1982, 2005, 2006, 2010, 2011, 2022, 2023
- Фіналіст (6): 1959, 1965, 1977, 2000, 2007, 2008

 Суперкубок Італії
- Володар (8): 1989, 2005, 2006, 2008, 2010, 2021, 2022, 2023
- Фіналіст (5): 2000, 2007, 2009, 2011, 2024

 Кубок європейських чемпіонів/Ліга чемпіонів
- Володар (3): 1963-64, 1964-65, 2009-10
- Фіналіст (4): 1966-67, 1971-72, 2022-23, 2024-25

[[Файл:|16px]] Кубок УЄФА / Ліга Європи УЄФА
- Володар (3): 1990-91, 1993-94, 1997-98
- Фіналіст (2): 1996-97, 2019-20

Міжконтинентальний Кубок
- Володар (2): 1964, 1965

Кубок Мітропи
- Фіналіст (1): 1933

Клубний чемпіонат світу з футболу
- Чемпіон (1): 2010

## Цікаві факти
- 8 березня 2008 року — відомий італійський актор і співак Адріано Челентано, бувши фанатом футболу, привітав свою улюблену міланську команду зі 100-річним ювілеєм, виконавши на стадіоні «Stadio Giuseppe Meazza», де відбувалося святкування, пісні: «Хлопець з вулиці Глюка» і «Sei rimasta sola».
- Всесвітньо відомий тенор Андреа Бочеллі також є прихильником «Internazionale».[8]